# Pseudaelurus
Lo pseudaeluro (gen. Pseudaelurus) è un felide primitivo, vissuto nel Miocene in Europa e in Nordamerica.

## L'antenato di gatti e pantere
Questo carnivoro, della taglia di un piccolo puma, può essere considerato un antenato dei felidi attuali. Alcune caratteristiche erano ancora primitive: il corpo, ad esempio, era piuttosto lungo e basso rispetto alle forme attuali, e le zampe erano ancora abbastanza corte. Gli artigli non erano del tutto protrattili e non era ancora avvenuta la sostanziale riduzione della dentatura a causa dell'accorciamento del cranio, tipica dei felidi attuali. 
Le proporzioni corporee generali, comunque, erano quelle di un felide di tipo moderno, ed è possibile che come gli odierni leopardi anche Pseudaelurus tendesse agguati o inseguisse le prede (soprattutto ungulati primitivi) nelle praterie che andavano sempre più diffondendosi in Laurasia. Sembra comunque che Pseudaelurus non rappresentasse alcuna sottofamiglia odierna, e che fosse addirittura ancestrale alla separazione tra tigri dai denti a sciabola e felidi odierni. Di Pseudaelurus si conoscono molte specie, vissute nell'arco del Miocene (ad es. P. larteti).